# Понгіто венесуельський
Понгіто венесуельський (Grallaricula cumanensis) — вид горобцеподібних птахів родини Grallariidae.

## Поширення
Ендемік Венесуели. Вид поширений в північних прибережних горах (штати Ансоатегі, Сукре і Монагас) і на півострові Парія на північному сході країни. Мешкає в підліску (до 2-3 м від землі) вологих гірських лісів з великою кількістю епіфітів на висоті від 600 до 1850 метрів над рівнем моря.

## Підвиди
- Grallaricula cumanensis cumanensis Hartert, 1900 — прибережні гори Північної Венесуели.
- Grallaricula cumanensis pariae Phelps WH & Phelps, WH Jr., 1949 — субтропічні гори півострова Парія, північно-східна Венесуела.